# صنع في القدس
صنع في القدس .. مؤسسة شبابية تقوم بصناعة منتجات وملابس داخل القدس، تحمل هذه المنتجات شعارات وتصميمات مستوحاة من المدينة المقدسة في فلسطين ما يميز صنع في القدس هو ان الخامات التي تصنع منها هذه الأزياء هي محلية الصنع، حيث أن الأقمشة والجلود التي تصنّع منها الملابس والحقائب أنتجت في مصانع وطنية في مدينة القدس وكذلك الأمر بالنسبة للمصانع التي تقوم بإنتاج القمصان والحقائب فهي مقدسية 100 % من حيث العمال وأصحاب المصانع وحتى من حيث تمركز هذه المصانع فهي موجودة في مدينة القدس صُنع في القدس | صناعة لا شرقية ولا غربية !/]
في بداياتها قامت فكرة المشروع على إنشاء خط لإنتاج قمصان قطنية – تي شيرت – تحمل كلمات وعبارات باللغة العربية وتعكس فكر وثقافة الأشخاص الذين سيرتدونها كبديل للقمصان المنتشرة في الاسواق والتي تأتينا من الشرق والغرب مطرزة بعبارات غير ذات معنى وقيمة أو حتى عبارات مسيئة في بعض الأحيان.صُنـع فـي القـدس
كجزء من أبناء الامة الذين تعيش فيهم القدس أردنا ان نرد بعضا من جميل هذه المدينة التي تحملنا فوق ارضها، من هنا حدث التطور في فكرة المشروع الذي اردناه في السابق مشروعا للمنفعة الشخصية البحتة ليصبح "صنع في القدس " حيث انه لا تعارض بين ان تؤسس لمشروع خاص وفي نفس الوقت ان يخدم هذا المشروع مبدءاً وهدفاً تؤمن به، سيما وان هذا الهدف هو دعم القدس معنوياً وتعظم مكانتها في فكر وذاكرة محبيها ومن يريدون لها الخير لا سيما شريحة الشباب في العالم العربي والعالم ككل.صُنـع فـي القـدس